# 鳳林路
鳳林路（Fonglin Rd.）是高雄市鳳山區連結市郊的主要幹道。因连結鳳山、林園兩地，又稱鳳林公路，也是縱貫大寮區的南北向重要道路。西起於鳳山區中山東路、鎮東街口，為一般道路，過陸軍官校後，由屬省道台25線的仁愛路口轉屬省道至鳳山、大寮區界轉南。沿途行經大寮市區由力行路屬省道台25線經市區外環。南抵林園區接屬台17線的沿海路一段。續往南至中芸、汕尾漁港（部分路段因進行路線更動和編號調整，由時舊屬縣道181號鳳山－汕尾段升編為台25線和改行市區外環道而來。林園－汕尾段今屬高89線）。本道路為鳳山地區台1線縱貫公路和台17線沿海公路之聯絡公路段之一。因途中連結台88線大寮交流道往國道一號、屏東縣和國道三號，故交通地位相當重要。

## 行經行政區域
（由北至南）
- 鳳山區
- 大寮區
- 林園區

## 分段
鳳林路分鳳山區、大寮區、林園區共九個部分：
- 鳳山區
  - 鳳林路：西起於中山東路、鎮東街口，東接大寮區鳳林四路轉南。仁愛路口至接大寮區鳳林四路屬台25線。
- 大寮區
  - 鳳林四路：北接鳳山區鳳林路，南於水源路口接鳳林三路。屬台25線。
  - 鳳林三路：北於水源路口接鳳林四路，南於仁德路口接鳳林二路。水源路口至進學路口接力行路、再由接近三隆路口接回原路至仁德路口屬台25線。
  - 鳳林二路：北於仁德路口接鳳林三路，南於會結二路口接鳳林一路。屬台25線。
  - 鳳林一路：北於會結二路口接鳳林二路，南止於大寮、林園區區界接續林園區林內路。會結路口至接續鳳林路四段屬台25線。
  - 四段：北起於鳳林一路岔路口，南接林園區鳳林路三段。屬台25線。
- 林園區（三、二、一段皆屬台25線）
  - 三段：北接大寮區鳳林路四段，南於清水巖路口接二段。
  - 二段：北於清水巖路口接一段，南於忠孝東路口接一段。
  - 一段：北於忠孝東路口接二段，南止於沿海路一段。

## 沿線設施
（由北至南）
- 鳳山區
  - 鳳林路
    - 陸軍官校
    - 黃埔公園
    - 仁愛路
    - 台灣中油上源加油站
    - 新鎮生鮮超市
    - 丁丁藥局鳳林店
    -  7-Eleven鳳陽門市
    - 丹丹漢堡鳳林店
    - 億進寢具生活館鳳林店

- 大寮區
  - 鳳林四路
    - 大寮大天宮
    - 鞋子大王鳳林店
    - 全國加油站大寮站
    - 順發3C鳳林店
    - 全聯福利中心大寮二店
    - 麥當勞高雄鳳林店
    - 瑞生醫院
    - 高雄市大寮區忠義國小（忠義路1號）
    - 高63線中正路
    - 萊爾富鳳林二店
    - 大寮中興郵局
    -  7-Eleven前中門市（自由路1號）
    - 中華電信大寮服務中心（鳳林四路6號）
    - 愛國超市鳳林店
    - 全國電子鳳林門市

  - 鳳林三路
    - 吉翔綜合市場
    - 鐵路海產
    - 大健康中醫診所
    - 高68線萬丹路
    - 加恩托兒所
    - 台亞石油萬鳳加油站
    - 吉家羊肉爐
    - 鄉村自助餐館大發店
    - 太師傅便當大發店
    - 牛仔很忙鐵板牛排
    - 大芳牙醫診所
    - 台灣中油加油站大寮站
    - 高雄市政府消防局大寮分隊
    - 輔英科技大學（進學路151號）
    - 力行路北端
    - 高雄市立大寮國民中學（進學路150號）
    - 彰化銀行大發分行
    - 樂生婦幼醫院
    - 大寮郵局
    - 大寮區公所 （页面存档备份，存于）
    - 高雄市大寮區永芳國小 （页面存档备份，存于）
    - 高雄銀行大發分行
    - 7-Eleven正發門市
    - 中山高級工商職業學校（正氣路79號）
    - 全家便利商店大發正氣店
    - 高雄市政府警察局林園分局大寮分駐所
    - 大寮區戶政事務所
    - 7-Eleven大發門市
    - 大寮區農會信用部
    - 合作金庫銀行大發分行
    - 大寮大公發市場
    - 國榮大樓
    - 力行路南端
    - 大寮橋
    - 三隆社區
    - 高70線三隆路
    - 萊爾富鳳林店
    - 霸味薑母鴨高雄大寮店
    - 大寮路（往東於仁德路口延續高72線、市道188號）
    - 國翔診所
    - 臺灣菸酒公司大寮營業所
    - 鳳林夜市
    - 宗漢中醫診所
    - 高英高級工商職業學校
    - 吉祥如意慶典百貨
    - 7-Eleven金山角門市
    - 力麗家具生活館
    - 福懋加油站大寮站
    - 高72線仁德路一段

  - 鳳林二路
    - 台灣中油泓成加油站
    - 一甲慈濟宮
    - 安安家園
    - 大寮高邑無極龍鳳宮
    - 福德製香鋪
    - 天堂寺
    - 大寮交流道
    - 台灣中油亞洲大發加氣站
    - 台灣中油新厝大發加油站
    - 高76線光華路
    - 高77線鳳明路
    - 林內西方寺
    - 林內代天府
    - 過溪社區
    - 新庄變電所
    - 7-Eleven鳳明門市
    - 高74線新厝路
    - 高79線會結二路
    - 台亞石油新厝加油站

  - 鳳林一路
    - 台灣中油大益加油站
    - 昭明變電所
    - 義仁社區
（轉高81線，台25線由鳳林路四段接續）
    - 大寮區農會昭明分部
    - 高雄市政府警察局林園分局昭明派出所
    - 赤崁保安宮
    - 高71線
    - 義仁神農宮
    - 7-Eleven昭明門市
    - 萬保堂
    - 赤崁觀音寺

  - 四段（於昭明變電所承接鳳林一路）
    - 高85線
    - 昭明社區
    - 龍婕托兒所
    - 高雄市大寮區昭明國小 （页面存档备份，存于）（鳳林一路300巷80號）
    - 台灣中油昭明加油站

- 林園區
  - 三段
    - 林內橋
    - 台灣中油潭頭站
    - 高82線潭平路
    - 高81線潭頭路
    - 林園百善堂
    - 宅急便林園衛星所
    - 高83線清水岩路
      - 清水巖

    - 清水巖海清廟

  - 二段
    - 85度C高雄林園店
    - 山隆加油站林園站
    - 全聯福利中心高雄林園三店
    - 高87線王公路
    - 理達幼稚園後門（林園北路242號）
    - 台灣基督長老教會林園教會後門（附設培育托兒所，林園北路232號）
    - 高86線忠孝東路
    - 全聯福利中心高雄鳳林店

  - 一段
    - 晉佑中醫診所
    - 自然風Spa養生館
    - 7-Eleven鳳麟門市
    - 林園郵局
    - 全家便利商店林園鳳林店
    - 高88線東林西路、東林東路
    - 林園綜合夜市
    - 鳳家海鮮餐廳
    - 國泰人壽大樓
    - 7-Eleven霖園門市
    - 沿海路二段

## 公車資訊
- 鳳山區
  - 高雄客運
    - 橘11 林園－鳳山轉運站（捷運大東站）－建軍站（捷運衛武營站）
    - 8001 高雄－鳳山－林園（經高雄市政府四維行政中心、雄商）
    - 8002 高雄－鳳山－林園（經高雄火車站、建國路）
    - 8005 鳳山－翁園－溪寮
    - 8041 林園－鳳山－澄清湖－岡山－茄萣

  - 義大客運
    - 8504 義大世界－鳳山轉運站（捷運大東站）－黃埔公園

- 大寮區
  - 高雄客運
    - 橘11 林園－鳳山轉運站（捷運大東站）－建軍站（捷運衛武營站）
    - 8001 高雄－鳳山－林園（經高雄市政府四維行政中心、雄商）
    - 8002 高雄－鳳山－林園（經高雄火車站、建國路）
    - 8005 鳳山－翁園－溪寮
    - 8041 林園－鳳山－澄清湖－岡山－茄萣

  - 港都客運
    - 紅8 捷運小港站－大寮區公所

  - 東南客運
    - 橘20A 捷運大寮站－大寮
    - 橘20B 捷運大寮站－高雄監獄－上寮
    - 橘20C 捷運大寮站－輔英科大
    - 橘20D 捷運大寮站－大發工業區－潮寮國中

- 林園區
  - 高雄客運
    - 橘9 林園－鳳山轉運站（捷運大東站）－建軍站（捷運衛武營站）
    - 8001 高雄－鳳山－林園（經高雄市政府四維行政中心、雄商）
    - 8002 高雄－鳳山－林園（經高雄火車站、建國路）
    - 8041 林園－鳳山－澄清湖－岡山－茄萣

  - 港都客運
    - 紅3 捷運小港站－林園區公所

## 公共自行車
- 高雄市公共自行車租賃系統：
  - 高英工商：鳳林三路/鳳林三路19巷(西南側)
  - 大寮區公所：鳳林三路492號(公所停車場)
  - 鳳林宣武路口：鳳林四路/宣武路(東北側)